# Бразильцы в Японии
Диаспора бразильцев в Японии является весьма значительной по своему размеру и состоит в основном (но не исключительно) из бразильцев с японским этническим происхождением. Они также составляют наибольшее число португалоязычных в Азии, даже большее, чем в таких бывших португальских колониях, как Восточный Тимор, Макао и Гоа вместе взятые. Также в Японии проживает пятая по величине бразильская диаспора (после США, Португалии, Парагвая и Великобритании) в мире. В то же время Бразилия является домом для крупнейшей японской общины за пределами самой Японии.

## История миграции
Во время 1980-х годов в Японии значительно улучшились экономическое состояние и стабильность. Многие бразильские японцы начали переезжать в Японию в качестве работников по контракту из-за экономических и политических проблем в Бразилии. Их стали называть «декасеги». Для них же с 1990 года начали выдавать рабочие визы, поощряя эмиграцию из Бразилии.
В том же 1990 году правительство Японии упростило въезд японцев и потомков японцев до третьего поколения в страну. В эти же времена в Японию приезжало множество нелегальных мигрантов из Пакистана, Бангладеш, Китая и Таиланда. Законодательство 1990 года стремилось урегулировать число иммигрантов, отбирая преимущественно лиц японского происхождения из Южной Америки, особенно из Бразилии. Всем этим людям приходилось работать в тех областях, в которых сами японцы работать не желали (так называемые «три К»: Китсуи, Китанаи и Кикен — тяжёлое, грязное и опасное). Множество японских бразильцев начали покидать Бразилию. Поток потомков японцев из Бразилии в Японию был и остаётся большим: к 1998 году, в Японии было 222 217 бразильцев, что составляет до 81 % от всех латиноамериканцев (наибольшую часть из остальных 19 % составляют японские перуанцы и японские аргентинцы).
Принимая во внимание их японское происхождение, японское правительство считало, что бразильцы будут более легко интегрированы в японское общество. На самом деле простой интеграции не произошло, поскольку японские бразильцы и их дети, родившиеся в Японии, рассматриваются коренными японцами в качестве иностранцев. Даже те, кто родились в Японии и эмигрировали в раннем возрасте в Бразилию, а затем вернулись в Японию, считались на своей родине чужаками. несмотря на то, что большинство бразильцев в Японии выглядят, как японцы и их жизнь связана с Японией, они не «ведут себя, как японцы» и имеют бразильскую национальную идентичность. Сопоставимые проблемы есть и в Германии с россиянами немецкого происхождения, что показывает, что это явление не является уникальным для Японии.
В апреле 2009 года по причине финансового кризиса японское правительство выступило с новой программой, которая стимулировала бразильских и других латиноамериканских иммигрантов вернуться к себе на родину, при этом каждому выплачивалась компенсация 3000$ за авиаперелёт и ещё 2000$ за каждого иждивенца. Те, кто согласились на такие условия, больше не имели права устраиваться на работу в Японии в будущем.
Количество граждан Бразилии в Японии достигло пика в 2007 году и составило 316 967 человек после чего начало снижаться и к началу 2020-х годов стабилизировалось на отметке в 210 000 человек. Количество граждан Бразилии проживающих в Японии являющихся супругом (супругой) граждан Японии достигло пика в 1997 году 113 319 человек (на тот год всего в Японии проживало 274 475 иностранных граждан супруг (супругов) граждан Японии) или 41,29 % от от всех иностранных граждан супруг (супругов) граждан Японии проживающих в Японии. Количество иностранных граждан супруг (супругов) граждан Японии проживающих в Японии достигло пика в 2001 году и составило 280 436 человек, на тот год из них 97 262 человека были граждане Бразилии или 34,68 % от всех иностранных граждан супруг (супругов) граждан Японии, после чего начало снижаться и к концу 2024 года составило 150 896 человек, на тот год из них 15 183 человека были граждане Бразилии или 10,06 % от всех иностранных граждан супруг (супругов) граждан Японии. Сколько всего бразильцев проживает в Японии выяснить сложно, так как официально Японское правительство (как и например правительство Франции) не собирает данные по этнической принадлежности своих граждан, и тех граждан Бразилии которые получили японское гражданство, японская статистика записывает только как японцев. По официальным японских данным по состоянию на декабрь 2024 года в Японии проживало 211 907 граждан Бразилии. По данным бюро по гражданским делам Министерства юстиции Японии в период с 2019 по 2024 год процедуру натурализации прошли 50 421 человек, из первой десятки стран по числу натурализовавшихся лиц граждане Бразилии в период с 2019 по 2021 год занимали третье место, а в период с 2022 по 2024 год четвёртое место, в период с 2019 по 2024 год 2600 граждан Бразилии получили гражданство Японии (5,16 % от всех получивших гражданство Японии за данный период).

## Интеграция и сообщество

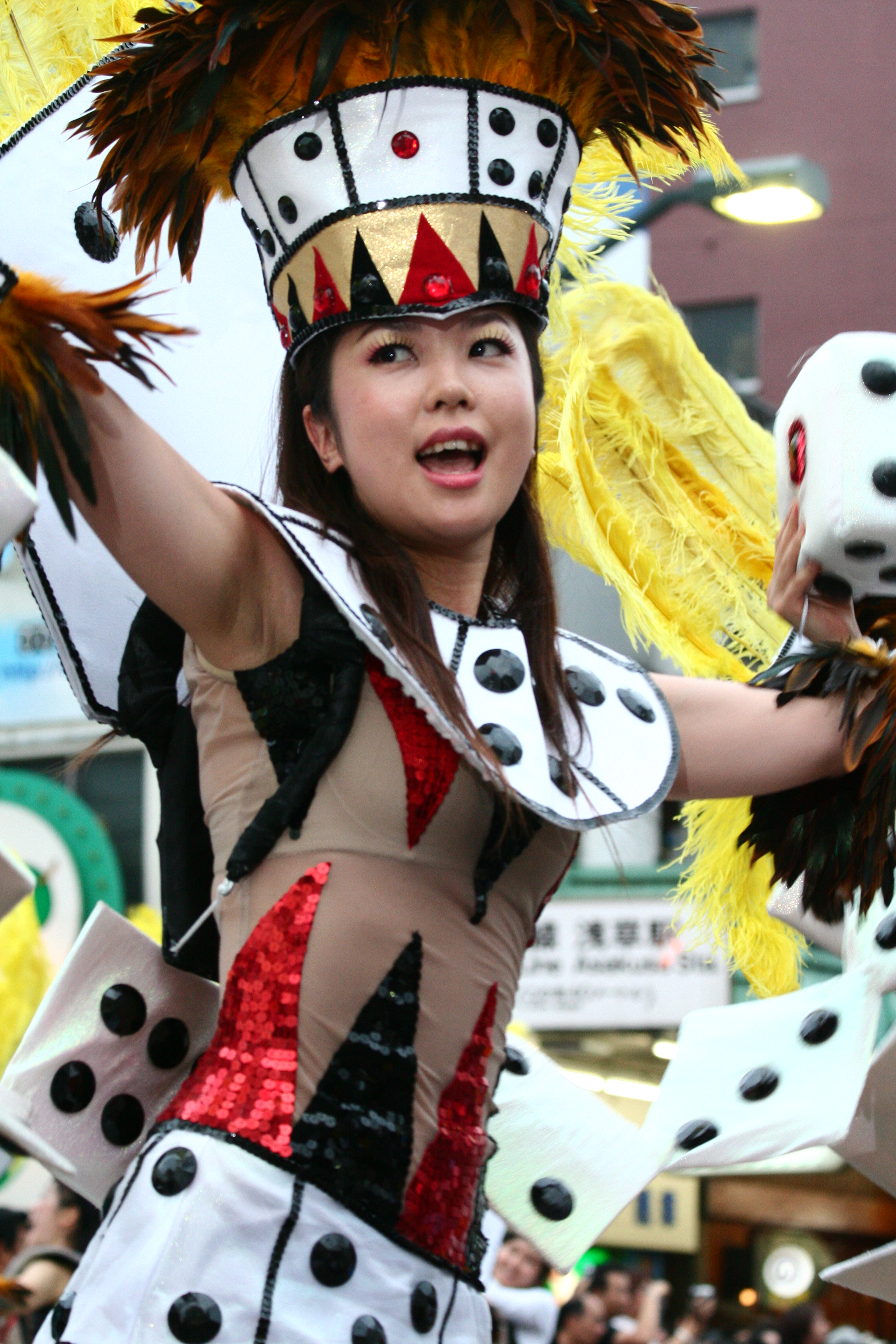
Участница ежегодного самба-карнавала в Асакусе.

Бразильцы японского происхождения зачастую становятся жертвами дискриминации: некоторые местные японцы питают презрение по отношению к потомкам «отбросов общества», которые эмигрировали из Японии потому что не могли устроиться в японском обществе. В то же время другие коренные японцы питают к ним жалость, считая, что эти люди были вынуждены эмигрировать из-за печальных обстоятельств, над которыми они были не властны, а именно очередность рождения или отсутствие перспектив в деревенской местности. В основном бразильские японцы проживают в городе Тоёта, в Оидзуми (для 15 % населения в этих городах португальский язык является родным), а также в Хамамацу, где находится самое большое число бразильских японцев в стране. Стоит отметить, что бразильцы редко живут в таких крупных городах, как Токио или Осака. Они, как правило, живут в тех городах, где есть крупные заводы, поскольку большинство иммигрантов работали именно на автозаводах и на прочих подобных предприятиях.

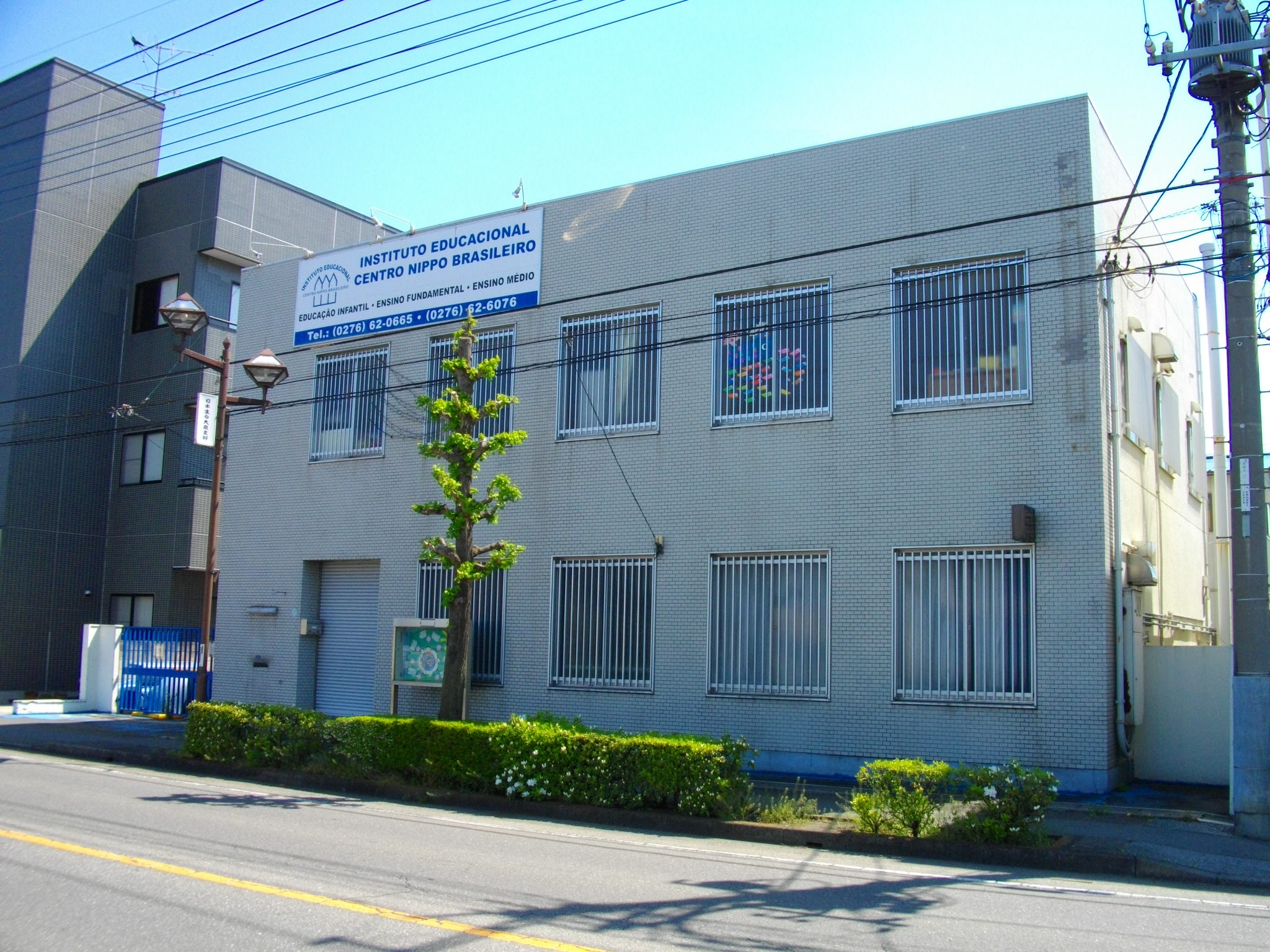
Японско-бразильский педагогический институт в Оидзуми

| Число бразильских японцев по префектуре | 2009  |
| --------------------------------------- | ----- |
| Префектура Айти                         | 67162 |
| Префектура Сидзуока                     | 42625 |
| Префектура Миэ                          | 18667 |
| Префектура Гифу                         | 17078 |
| Префектура Гумма                        | 15324 |
| Префектура Канагава                     | 13091 |
| Префектура Сайтама                      | 12301 |
| Префектура Сига                         | 11384 |
| Префектура Нагано                       | 10938 |
| Префектура Ибараки                      | 10200 |

### Бразильская культура в Японии
Влияние бразильской культуры в Японии начинает всё больше расти. В Токио проводится самый большой бразильский карнавал за пределами Бразилии. Португальский занимает третье место по распространенности в качестве иностранного языка в Японии после китайского и корейского и находится в числе наиболее массово изучаемых языков в стране. В стране печатается две газеты на португальском языке, существуют несколько радио- и телестанций. Бразильская мода и музыка боссанова также популярны в Японии.
По данным на 2005 год, в Японии проживало около 302 тысяч человек с бразильским гражданством. Примерно 25 тысяч из них также имели японское гражданство. Каждый год около 4-х тысяч бразильских иммигрантов возвращаются из Японии к себе домой.

## Религия
Поскольку католицизм является самой распространённой религией в Бразилии, в первые годы начала миграции в Японию католические церкви часто являлись местами для собраний среди иммигрантов. Однако на данный момент теперь перестали играть эту роль из-за распространения различных светских организаций, объединяющих бразильцев. В целом иммигранты, включая бразильцев, составляют около половины католического населения Японии. Различия в культуре и в религиозных традициях затрудняют интеграцию бразильцев в местные католические церкви. В качестве примера можно взять епархию Сайтамы: хотя приход японоязычных и португалоязычных католиков находится в одной и той же церкви, какое-либо взаимодействие между ними практически полностью отсутствует, и обе группы прихожан проводят церемонии и праздники отдельно друг от друга.